# 特里夫特湖
46°41′25″N 8°21′33″E / 46.6904°N 8.3591°E

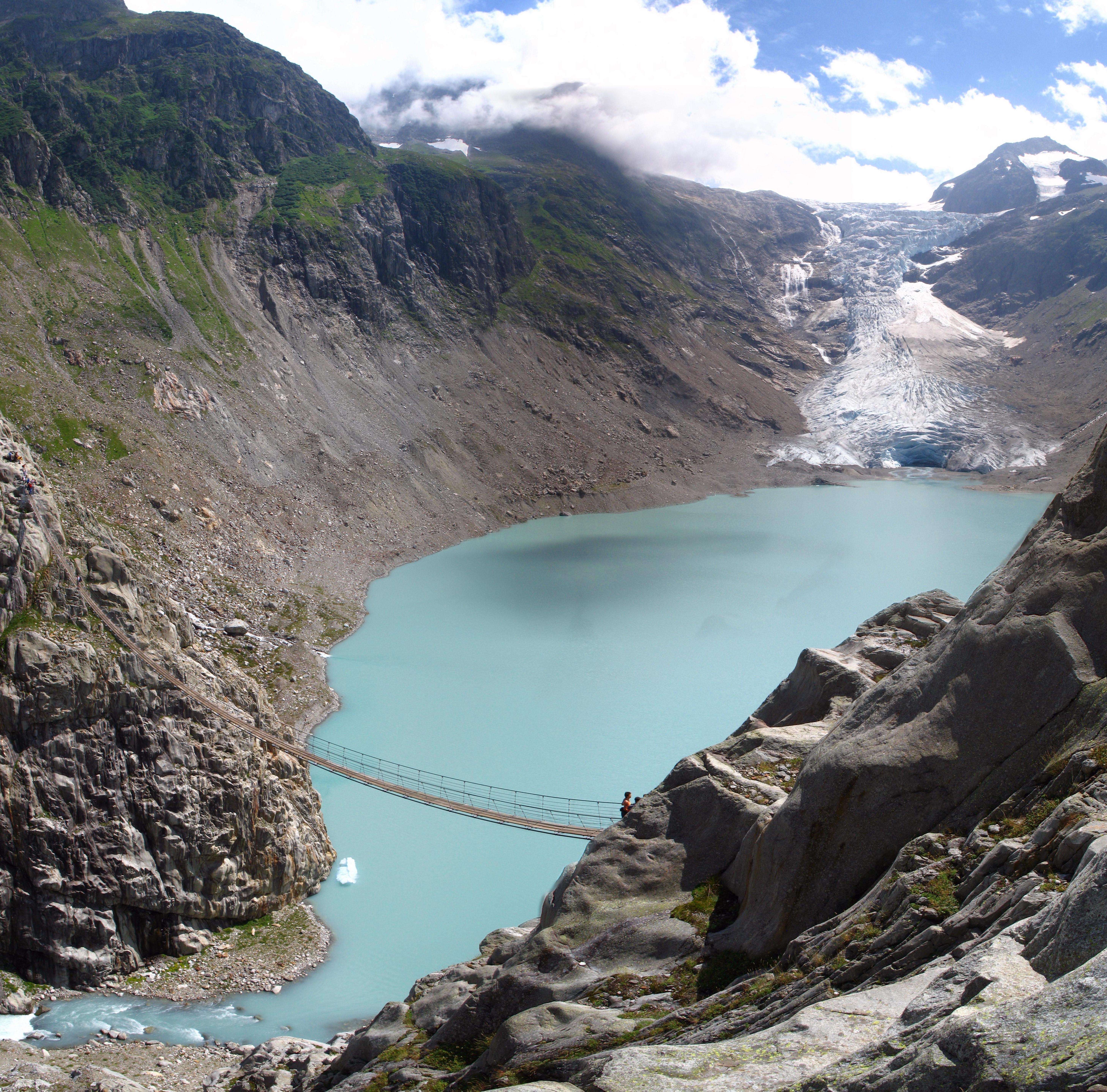

特里夫特湖（Трифтзе），是瑞士的湖泊，位於該國西部，由伯恩州負責管轄，面積0.3平方公里，該湖泊海拔高度為1,640米，湖水主要來自冰川融雪。